# Junge Frau bei der Toilette (Tizian)

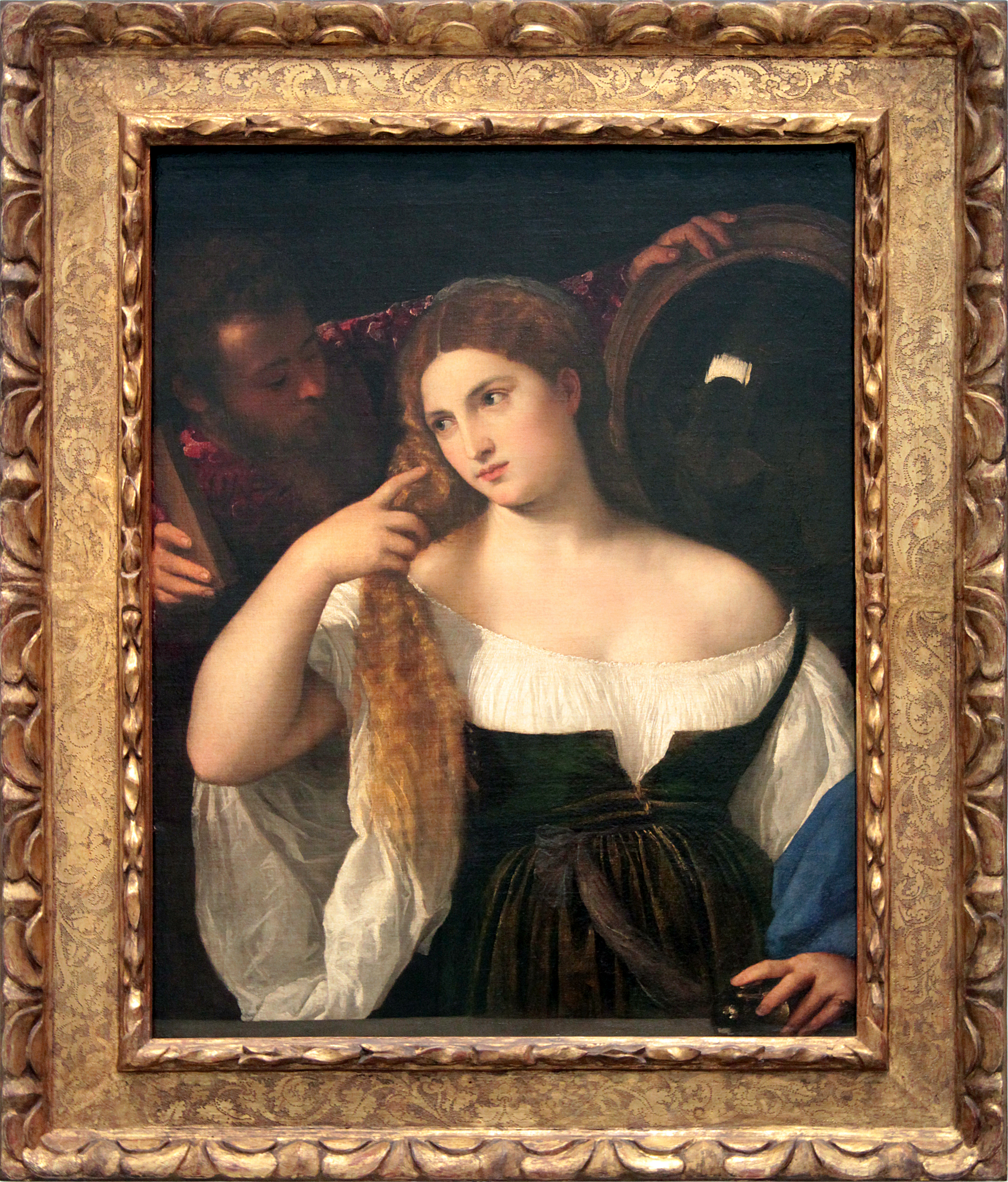
Tizian: Portrait d’une femme à sa toilette, Louvre (INV 755)

Junge Frau bei der Toilette ist ein Gemälde des italienischen Malers Tizian, das um 1514–1515 entstand und in Öl auf Leinwand gemalt wurde. Das 99 cm × 76 cm große Werk ist im Louvre ausgestellt. Von dem Gemälde gibt es in Prag eine sehr ähnliche Version, die ebenfalls ein signiertes Original zu sein scheint, doch von geringerer Qualität und in schlechterem Zustand.

## Beschreibung

### Louvre-Version
Tizian stellt eine sinnliche junge Frau vor, die träumend in der einen Hand ihre Haarflechte und in der anderen einen Tiegel hält. Sie trägt ein grünes Kleid mit Schultergurten und eine plissierte weiße Bluse, die offen ist und ihre linke Schulter entblößt. Ein bärtiger Mann in einem roten Wams steht hinter ihr und hält zwei Spiegel für sie, einen vorne und einen hinten. Die beiden Figuren füllen das gesamte Gemälde aus. Die junge Frau neigt ihren Kopf leicht zur Seite, und dies zusammen mit dem Blick ihrer blauen Augen. Blasser Teint, nackte Schultern und lockeres, welliges, blondes Haar machen sie zu einer idealisierten Darstellung venezianischer Schönheiten des frühen 16. Jahrhunderts.

### Prager Version

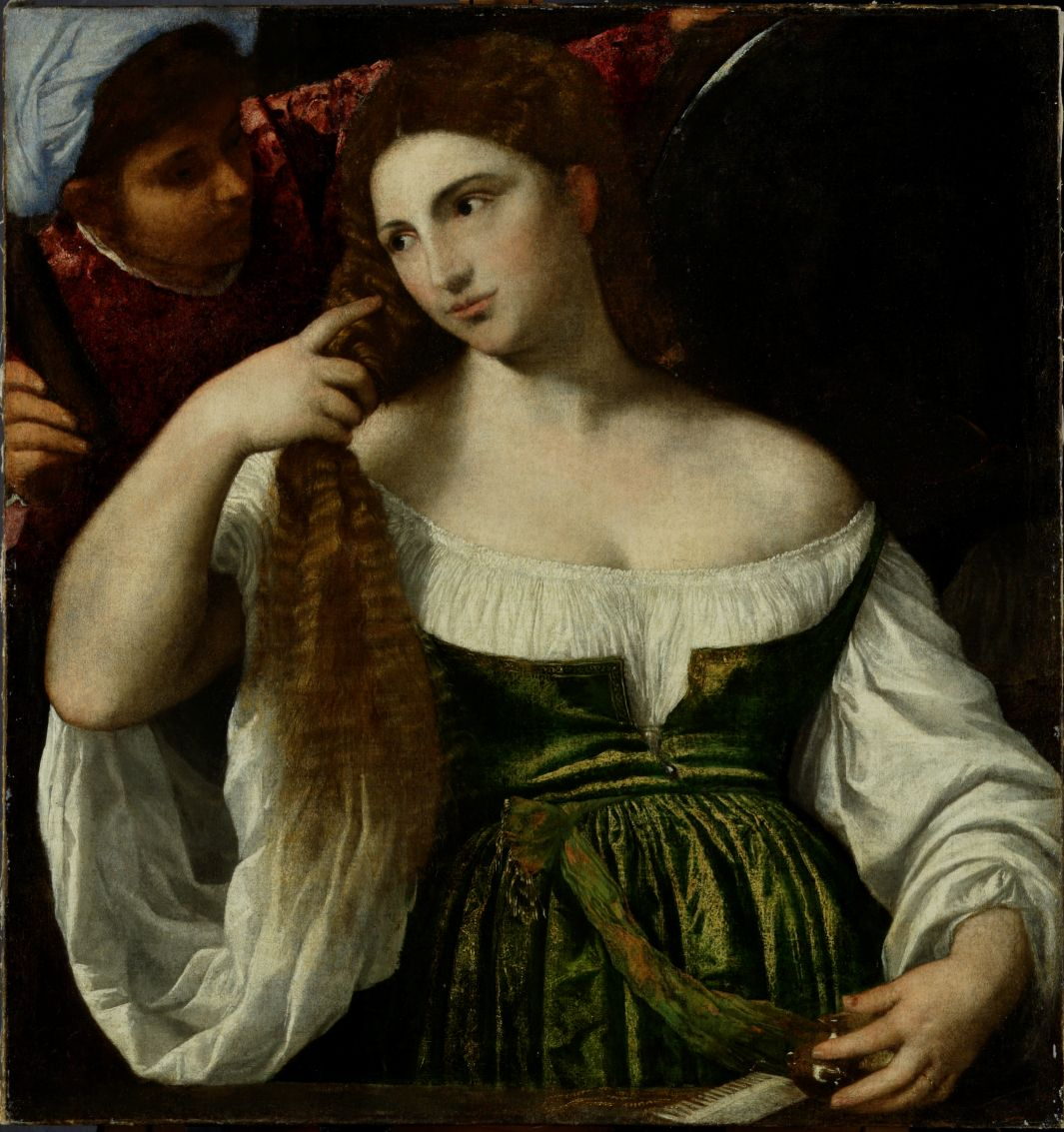
Tizian: toaleta mlade zeny

Die Frau auf dem Gemälde in Prag hält ihren Salbentopf anders und die großen weißen Ärmel variieren ebenfalls leicht. Tizian hat wahrscheinlich die zweite Version nach der ersten gemalt, bevor sie seine Werkstatt verließ. Sowohl auf dem Pariser als auch auf dem Prager Gemälde sind zwei Spiegel und ein Salbentiegel abgebildet, in dem Prager Gemälde gibt es noch einen Kamm.

## Interpretation
Die Bilder könnten einfach einen Friseur darstellen, der zwei Spiegel verwendet, um seiner Kundin zu zeigen, wie die Rückseite und die Vorderseite ihres Haares aussehen, und obwohl die Intimität der Beziehung zwischen den beiden mehr als dies ist, muss der Austausch nichts Unkorrektes sein. Es gibt wenig offensichtliche Erotik: Das Kleid der Frau ist zwar ziemlich lässig, aber nicht besonders aufschlussreich. Das Gemälde könnte eine Botschaft darstellen, die jetzt nicht mehr erkannt wird.
Die kreisförmige Öffnung ihres Ärmels dient als formale Evokation des kreisförmigen Spiegels, der den Betrachter in einen Innenraum hineinzieht, anstatt ein Bild auf seiner undurchdringlichen konvexen Oberfläche zu reflektieren. Man kann sich leicht vorstellen, wohin die Vertiefung des Ärmels führt. Der Betrachter erhält mehr Zugang zu der Frau, als der dargestellte „schwebende Geliebte“.